# セゲド - ベーケーシュチャバ線
セゲド - ベーケーシュチャバ線（ハンガリー語;Szeged–Békéscsaba-vasútvonal）は、ハンガリー国鉄の鉄道線の名称である。路線番号は135。

## 歴史
1860年代に大規模農業が特徴であるハンガリー大平原（NagyAlföld）と、アドリア海の港湾都市フィウメ（現在リイェカ）を結ぶ鉄道建設が計画されて、この区間はすでに通信相ミコー（Mikó Imre, 1805~1876）が提案した25本の鉄道建設計画に含まれた。この計画のために、私鉄会社大平原＝フィウメ鉄道 (Alföld-Fiumei Vasút) が設立されて、1868年12月12日にナジュヴァーラド（現在オラデア）- エセーク（現在オシエク）間の本線とエセーク - ヴィランニース間の分岐線について鉄道建設許可を獲得した。また、建設条件によりセゲドの国鉄駅の連絡線が建設された。
1869年9月11日にセゲド - ゾンボル間およびセゲド・ロークス - セゲド連絡線が開業された。1870年6月16日にチャバ（現在ベーケーシュチャバ） - ホードメゾェー＝ヴァーシャールヘイ間が、同年11月16日にセゲドまで残りの区間がそれぞれ開通された。1871年9月14日ナジュヴァーラド - チャバ間が最終的に完工して列車通行が可能となった。
1920年トリアノン条約によりオラデア - セゲド間はルーマニア区間とハンガリー区間に分離された。1940年ルーマニア区間は第二次ウィーン裁定により再びハンガリー領となった。1942年セゲド操車場 - ロェスケ間の連絡線が完成した。1944年ルーマニア軍とソ連軍がオラデアを占領して、終戦後オラデア - 国境間はルーマニアに帰属した。
2021年11月29日にセゲド都市広域電車系統がホードメゾェーヴァーシャールヘイ - セゲド・ロークス間に導入されて、その区間の改修後、シティリンクが投入された。

## 運行形態[7]
1時間に1本運行される。なお、半数は快速運転となり、停車駅が少ない。アルジェーは2021年11月29日以降、全列車通過となり、代わりに131号線（セゲド/ホードメゼーヴァーシャールヘイ・トラムトレイン）の列車が停車している。
2022年度以前は、午前中が各駅停車（ただしアルジェー、フュルイェシュ通過）のみ2時間に1本の運行であった。

## 駅一覧
以下では、ハンガリー国鉄135号線の駅と営業キロ、停車列車、接続路線などを一覧表で示す。
- ■印：全列車停車
- ●印：大部分停車、一部通過
- ○印：大部分通過、一部停車
- ｜印：全列車通過

| 路線名 | 駅名                                           | 駅間営業キロ | 累計営業キロ | S  | 接続路線                                                                                               | 所在地           | 所在地                           |
| ------ | ---------------------------------------------- | ------------ | ------------ | -- | --- | ---------------- | -------------------------------- |
| 135    | セゲド駅                                       | -            | 0            | ■  | 140号線（ブダペスト方面） セゲド市電 1,2系統（ヨーロッパ公園方面）                                     | チョングラード県 | セゲド郡                         |
| 135    | セゲド・ロウクシュ駅                           | 7            | 7            | ■  | セゲド市電 1系統（セーチェニ広場方面）                                                                 | チョングラード県 | セゲド郡                         |
| 135    | アルジェー駅 (*1)                              |              | (16)         | ｜ | | チョングラード県 | セゲド郡                         |
| 135    | ホードメゼーヴァーシャールヘイ・ネープケルト駅 | 22           | 29           | ■  | 130号線（センテシュ方面）、131号線（コッシュート広場方面）                                             | チョングラード県 | ホードメゼーヴァーシャールヘイ郡 |
| 135    | ホードメゼーヴァーシャールヘイ駅               | 2            | 31           | ■  | 131号線（コッシュート広場方面）                                                                        | チョングラード県 | ホードメゼーヴァーシャールヘイ郡 |
| 135    | クートヴェルジ駅                               | 11           | 42           | ●  | | チョングラード県 | ホードメゼーヴァーシャールヘイ郡 |
| 135    | セーックタシュ駅                               | 8            | 50           | ●  | | チョングラード県 | ホードメゼーヴァーシャールヘイ郡 |
| 135    | オロシュハーザ駅                               | 12           | 62           | ■  | 125号線（メゼーヘジェシュ方面、メゼートゥール方面） 147号線（センテシュ方面）                          | ベーケーシュ県   | オロシュハーザ郡                 |
| 135    | オロシュハージ・タニャーク駅                   | 8            | 70           | ●  | | ベーケーシュ県   | オロシュハーザ郡                 |
| 135    | チョルヴァーシュ駅                             | 6            | 76           | ■  | | ベーケーシュ県   | オロシュハーザ郡                 |
| 135    | チョルヴァーシュ下駅                           | 4            | 80           | ●  | | ベーケーシュ県   | オロシュハーザ郡                 |
| 135    | テレクゲレンダーシュ駅                         | 7            | 87           | ■  | | ベーケーシュ県   | ベーケーシュチャバ郡             |
| 135    | フュルイェシュ駅                               | 4            | 91           | ○  | | ベーケーシュ県   | ベーケーシュチャバ郡             |
| 135    | ベーケーシュチャバ駅                           | 6            | 97           | ■  | 120号線（ブラショフ方面、ブダペスト方面） 121号線（メゼーヘジェシュ方面）、128号線（ケテジャーン方面） | ベーケーシュ県   | ベーケーシュチャバ郡             |

(*1): 2021年11月29日以降、135号線の列車は全通過、131号線の列車のみが停車する予定。